# Раздорская
Раздо́рская (в старину Раздорский юрт, Раздорский городок, в просторечии Раздоры) — станица в Усть-Донецком районе Ростовской области.
Является административным центром Раздорского сельского поселения.

## География
Находится в центральной части области, в 100 км к северо-востоку от города Ростов-на-Дону, на правом берегу реки Дон.
От южной до северной окраины станицы Раздорская проходит один из двух участков комплексного памятника природы Раздорские склоны.

### Улицы
| - пер. Виноградный - пер. Горный - пер. Зелёный - пер. Колхозный - пер. Комсомольский - пер. Луговой - пер. Песчаный | - пер. Пионерский - пер. Полярный - пер. Школьный - ул. Дачная - ул. Донская - ул. Калинина - ул. Кошевого | - ул. Красноармейская - ул. Крупской - ул. Ленина - ул. Матросова - ул. Мичурина - ул. Набережная - ул. Октябрьская | - ул. П. Лаврухиной - ул. Первомайская - ул. Садовая - ул. Суворова - ул. Чапаева - ул. Черемушки - ул. Чкалова |

## История
Станица Раздорская считается первой столицей донского казачества. Первое упоминание о ней встречается в 1571 году и связано с проездом через станицу в Константинополь русского посланника Ишеина. Его сопровождали из Москвы до Азова Игнатий Кобяков и казачьи атаманы Мамин и Яковлев. На протяжении нескольких десятилетий станица была центром войска Донского, прежде чем он перешёл в город Ебок. На территории станицы обнаружены памятники неолита, бронзового и железного веков, средневековья. В станице найдены следы проживания различных народов, таких как киммерийцы, скифы, сарматы, аланы, готы, гунны, хазары, половцы и монголы. Во время археологических раскопок 1994 года на территории заповедника обнаружены погребения древних культур: ямная, катакомбная, срубная, а также салтово-маяцкая культура (культура Хазарского каганата). Ранее исследователями было обнаружено болгарское погребение.
В XIX веке в станице бывали русская кавалеристка, офицер Русской Императорской армии, участница Отечественной войны 1812 года кавалерист-девица Н. А. Дурова, ставшая прототипом Шурочки из «Гусарской баллады».
Позднее в станице бывали писатели А. С. Серафимович, М. А. Шолохов, В. А. Закруткин и А. В. Калинин.
Здесь проходили съемки фильмов «Донская повесть», 1964 год (фильм-драма, поставленный на Ленинградской ордена Ленина киностудии «Ленфильм» в 1964 году режиссёром Владимиром Фетиным по мотивам рассказов «Шибалково семя» и «Родинка» Михаила Шолохова); по произведениям А. В. Калинина («Цыган» и др.) с участием актеров А. Баталова, Н. Мордюковой, В. Дворжецкого, Е. Матвеева,¸ М. Волонтира, К. Лучко и др.
Художник В. И. Суриков писал с жителей станицы персонажи картины «Покорение Сибири Ермаком». Художники М. Б. Греков, А. В. Тимофеев и рисовали пейзажи окрестностей станицы.
В годы Великой Отечественной войны станица была оккупирована немцами. В освобождении станицы Раздорская и хутора Пухляковского в январе-феврале 1943 года принимала участие 300 стрелковая дивизия. В ходе боев у станиц погибло более полутора- двух тысяч солдат и офицеров, из которых около 700 похоронены в станице Раздорская. Здесь почти полностью погиб личный состав отдельного учебного батальона, 266-го отдельного пулеметного батальона, 1-го батальона 1053-го стрелкового полка и 2-го батальона 1049-го стрелкового полка.
В 2012 году в станице открыли памятник атаману Максиму Власову.

## Население
| 1959 | 2010  |
| ---- | ----- |
| 2770 | ↘1805 |

### Известные люди
В станице родились:
- Балабин, Степан Фёдорович (1763—1818) — российский генерал-майор Русской императорской армии.
- Бондарев, Дмитрий Дмитриевич (1878—1937) — русский автомобильный конструктор, первый директор АМО ЗИЛ.
- Брыкин, Степан Васильевич (1862—1912) — российский артист оперы.
- Власов, Максим Григорьевич (1767—1848) — генерал от кавалерии, наказной атаман войска Донского.
- Черевков, Евтей Иванович (1754—?) — генерал-майор, казак и почётный гражданин Раздорской станицы.[4]

## Достопримечательности
- Памятник воинам 300 стрелковой дивизии, погибшим в январе-феврале 1943 года при освобождении станицы. Памятник представляет собой скульптуры воина на постаменте и коленопреклоненной женщины с венком. Рядом с памятником установлены плиты и сменами погибших воинов в годы Великой Отечественной войны при освобождении станицы.
- Памятник В.И. Ленину в станичном сквере.
- В станице находятся памятники архитектуры конца XIX — начала XX веков. К ним относятся: казачьи курени, флигели, дома торговых казаков.
- ГБУК РО «Раздорский этнографический музей-заповедник»[5].
- В здании бывшей Церковно-приходской школы расположены выставки: «От древнейших поселений до казачьего городка»; «Городок Раздоры в XVI—XVII в.в.», «Станица Раздорская в XVIII—XIX в.в.», «История пишется объективом», посвящённая событиям Великой Отечественной войны.
- В Доме торгового казака Устинова (1914 г.) устроены выставки «Галерея Суриковцев» с картинами выпускников художественной академии имени Сурикова В. И., «Казачья старина, XIX — начало XX века» с предметами быта казаков.
- В Казачьем курене казака Енкина (кон. XIX в.) организована выставка «Быт и обычаи раздорских казаков». На выставке представлен интерьер казачьего куреня служивого казака (начало XX века).
- В свое время в станице был построен, а в годы советской власти был разрушен Храм Донской иконы Божией Матери.
- Памятник атаману Войска Донского Максиму Григорьевичу Власову.

## Археология
- Возникновение неолитической стоянки Раздорская 2 датируется последней четвертью 8 тыс. — первой четвертью 7 тыс. до н. э. В Раздорской 2 выявлено около 53000 артефактов (свыше 40300 из кремня, 10700 из мягких пород камня, 1600 из кости, 100 из керамики, 20 из створок моллюсков). Керамика представлена скульптурными изображениями, геометрической пластикой и фрагментами обмазки, керамическая посуда отсутствовала[6].
- Около станицы Раздорская находится неолитическое поселение Ракушечный Яр[7], нижние слои которого датируются второй половиной VII тыс. до нашей эры[8].
- В плейстоцене на территории Восточной Европы встречался крупный верблюд Кноблоха (Camelus knoblochi), очень близкий обоим современным верблюдам. Примечательна недавняя находка отлично сохранившегося черепа верблюда Кноблоха в окрестностях станицы Раздорской[9].